# Aeroportul Dakhla Oasis
Aeroportul Dakhla Oasis (IATA: DAK, ICAO: HEDK) este un aeroport din Al Wadi al Jadid, Egipt ce deservește zona Dakhla Oasis⁠(d). Aeroportul a fost tranzitat în decembrie 2021 de 0 pasageri. A fost numit după zona deservită.
Situat la o altitudine de 187 m, aeroportul dispune de o singură pistă.